# Mesochorus superbus
Mesochorus superbus är en stekelart som beskrevs av Schwenke 1999. Mesochorus superbus ingår i släktet Mesochorus och familjen brokparasitsteklar. Inga underarter finns listade i Catalogue of Life.